# میرکمال‌الدین مرعشی
میرکمال‌الدین بن میرشمس‌الدین بن کمال‌الدین یا کمال‌الدین دوم یکی از پادشان مرعشیان تبرستان بود که در سال ۹۰۴ هجری با حمایت آقارستم روزافزون به ولیعهدی رسید. ولیکن به دست همین فرد که تمام قلمرو حکومتش را گرفته بود، کشته شد.

## ولیعهد شدن
هنگامی که میرشمس‌الدین به بیماری سختی دچار شد و طبیبان از درمانش درماندند، وی برای تنظیم وصیت‌نامه‌ای جامع با امرا، ارکان دولت و اعیان ولایت به گفتگو نشست. وی علیرغم علاقه‌ای که به میرعلی، حاکم آمل، داشت و به توانایی وی در ادارهٔ حکومت آگاه بود، «گرایش افراطی» به فرزندش، میرکمال‌الدین را پنهان نمی‌کرد. در بین مشاوران میرشمس‌الدین نیز دو دیدگاه وجود داشت، اغلب نظرشان چنین بود که «چون میرکمال‌الدین با روحیهٔ خاصی که دارد، نخواهد توانست از پس تمشیت امور مازندرن برآید، او را حکومت آمل بس است.» در مقابل آقا رستم روزافزون، ولایتعهدی میرکمال‌الدین را تبلیغ می‌نمود و مخالفانش را «خائن» و «نمک به حرام» می‌خواند. سرانجام نیز میرشمس‌الدین فرزندش را به عنوان جانشین خویش برگزید و میرعلی هم بر ولایتعهدی میرکمال‌الدین صحّه گذاشت. میرشمس‌الدین همچنین امرا را جهت نظارت و قضاوت بر هرگونه اختلاف و خروج از بیعت تعیین نمود.

## حکومت
سه سال اندی پس از مرگ میرشمس‌الدین، آقارستم‌روزافزون مقاصد خویش نمایان ساخت. از آنجا که کمال‌الدین فردی «ساده‌لوح» و «بی‌تجربه» بود، آقارستم توانست کارها را به معتمدان خویش می‌سپرد و اکثر قلعه‌ها را به امینان خود می‌داد. میرکمال‌الدین نیز خیلی دیر از مقاصد روزافزون آگاهی یافت، چناچه نمی‌توانست ابراز مخالفت کند؛ زیرا «اکثر اهل، در خانه هوادار آقا رستم بودند».

## توطئه و قتل
وقتی اخبار بعضی از عکس‌العمل‌های میرکمال‌الدین به اطلاع رستم روزافزون رسید، وی به شدت واکنش نشان داد و در سال ۹۱۲ هجری دادگاهی تشکیل داده، میرکمال‌الدین را به جرم «توطئه قتل» خویش به مرگ محکوم نموده و حکم را اجرا نمود. پس از آن نیز آقا رستم با مصادرهٔ اموال و خزائن، خویش را «والی بالاستقلال مازندران» دانسته، سکه و خطبه روان نمود سپس جهت تأیید حکومتش، رو به درگاه «شیبک‌خان اوزبک» نمود و به وی اعلام اطاعت و بندگی کرد. شیبک‌خان حکم حکومت را به وی داده، به امرای خراسان و حوالی آن، گفت که هرگاه روزافزون کمک خواست، او را مدد نمایند. 